# 上海西站站
上海西站位于中华人民共和国上海市普陀区真如镇街道杨家桥交通路，铁路上海西站候车室西侧，是上海地铁11号线和15号线的地铁换乘站。11号线车站在建设的时候就虽然已预留了15號線的主体结构，但由于预留尺寸不够，15号线的施工盾构机无法整体过站，施工单位只能将盾构机解体分块过站后再重新组装。
建设中的20号线将经过本站，届时本站将可换乘20号线。

## 車站結構

### 车站楼层
| 地面层   | 出入口             | 1-8出入口                         |  |  |
| 地下一层 | 地下通道           | 上海西站南北地下通道              |  |  |
|          | 站厅               | 票务服务、自动售票机、人工服务台  |  |  |
| 地下二层 | 15号线夹层         |                                   |  |  |
|          |                    | █ 11号线 往嘉定北或花桥（李子园） |  |  |
|          | 岛式站台，左侧开门 |                                   |  |  |
|          |                    | █ 11号线 往迪士尼（真如）         |  |  |
| 地下三层 | ④站台              | █ 15号线 往顾村公园（武威东路）   |  |  |
|          | 岛式站台，左侧开门 |                                   |  |  |
|          | ③站台              | █ 15号线 往紫竹高新区（铜川路）   |  |  |

### 换乘
本站是上海轨道交通11号线和15号线的换乘站。本站可实行站厅换乘，同时可以实行节点换乘，直接在站台之间换乘。换乘节点位于11号线站台南端、15号线站台西端。

### 车站出口
上海西站站共有8个出入口，其中1-2、5-6号口为连通上海西站南北地下通道的地面出入口，通过下沉广场接入地铁站厅，11号线启用时有1-4号口，后增设5、6号口，15号线新增7、8号口，各出入口如下所示：
| 出口编号            | 出口指示         | 照片 |
| ------------------- | ---------------- | ---- |
| 1 · 出口            | 桃浦路           |      |
| 2 · 出口 · （设有） | 桃浦路           |      |
| 3 · 出口            | 桃浦路           |      |
| 4 · 出口            | 桃浦路           |      |
| 5 · 出口            | 桃浦路           |      |
| 6 · 出口            | 交通路，水泉南路 |      |
| 7 · 出口            | 交通路           |      |
| 8 · 出口            | 交通路           |      |
| 图例： 设有         |                  |      |

## 历史
- 2009年12月31日，11号线车站启用。
- 2021年1月23日，15号线车站启用[2]。
- 2025年4月，11号线站台上增设厕所和母婴室[3]。